# Alfonso Dastis
Alfonso María Dastis Quecedo (Jerez de la Frontera, 5 ottobre 1955) è un politico e diplomatico spagnolo, Ministro degli Affari esteri e della Cooperazione nel secondo governo Rajoy dal 4 novembre 2016 al 7 giugno 2018. Dal 7 settembre 2018 è Ambasciatore di Spagna in Italia.